# Phoebe clemensii
Phoebe clemensii är en lagerväxtart som beskrevs av C. K. Allen. Phoebe clemensii ingår i släktet Phoebe och familjen lagerväxter. Inga underarter finns listade i Catalogue of Life.